# Juan Rodríguez Florián
Juan Rodríguez Florián fue un dramaturgo español del tercio central del siglo XVI.

## Biografía
Casi nada se sabe sobre él. Acaso nació en Valladolid. Según él mismo afirma en una carta nuncupatoria "a un especial amigo suyo, confamiliar en el estudio, absente", era bachiller. Se inspiró sobre todo en la anónima Comedia Thebayda; bastante menos, en la Segunda Celestina de Feliciano de Silva y en las demás obras del género celestinesco para componer su Comedia Florinea (1554), escasamente innovadora. aunque su intención era sobre todo divertir y abunda el humor, es una obra definitivamente comedida y moralizante (las parejas no llegan a tener sexo antes del matrimonio) y la acción se interrumpe con innumerables digresiones sobre los vicios, las virtudes, la amistad, etc., siguiendo su modelo, lo que perjudica su estructura hasta el punto de que incluso llega a repetir su digresión sobre la amistad. La obra resulta así ser una de las más extensas del género celestinesco (cuenta con la dedicatoria, unas cuantas coplas reales introductorias, y 43 escenas). El texto incluye numerosas poesías. En las coplas reales introductorias, el autor promete una continuación en la que Floriano se casará.

## Obras
- Comedia llamada Florinea: que tracta de los amores del buen duque Floriano, con la linda y muy casta y generosa Belisea, nueuamete hecha: muy graciosa y sentida, y muy prouechosa para auiso de muchos necios, Medina del Campo, impresa en casa de Guillermo de Millis, 1554.